# 王崇文 (弘治進士)
王崇文（1468年—1520年），字叔武，號兼山，山東兖州府曹州曹縣人，明朝政治人物。

## 生平
弘治二年（1489年）己酉科山東鄉試第十二名。弘治六年（1493年）癸丑科進士。選翰林院庶吉士，八年十月授戶部主事，歷升员外郎、郎中。出为大同府知府，正德二年（1507年）九月升江西提学副使，丁憂歸。服闋，六年（1511年）正月起任四川按察司副使，奉敕督學，八年八月升山西布政司右參政，十二年正月升河南右布政使，十三年冬进左布政使，十四年三月升都察院右副都御史、巡抚保定等府兼提督紫荆等关，未赴任，正德十五年（1520年）二月卒，年五十三。

## 家族
曾祖王導；祖父王蘭，巡檢贈知府；父王珣，河南右參政。母李氏（贈恭人）；繼母孔氏；繼母黃氏（封恭人）。具庆下。有兄王崇仁。